# Hugh de Turberville
Hugh de Turberville († 1293) war ein englischer Ritter und Militär.
Hugh de Turberville entstammte vermutlich der Familie Turberville von Crickhowell in Brecknockshire, wo er 1273 als Vasall von Reginald Fitzherbert von Blaenllynfi genannt wird. Von 1271 bis 1272 diente er als Seneschall der Gascogne. Als Ritter des königlichen Haushalts gehörte er zu den Kommandanten des Feldzugs von König Eduard I. gegen Wales 1277. Während des Feldzugs von 1282 zur Eroberung von Wales gehörte er als Führer von acht Lanzen der Reiterei an, ehe er als hochrangiger Knight Banneret Kommandant von 6000 Fußsoldaten aus den Welsh Marches wurde. 1283 war er Kommandant von 1000 Fußsoldaten und wurde zum Deputy Constable erhoben. 1284 diente er kurzzeitig als Kommandant von Castell y Bere in Merioneth. Während der Rebellion von Rhys ap Maredudd nahm er 1287 an der Belagerung von Dryslwyn Castle teil, danach diente er 1288 für wenige Monate als stellvertretender Justiciar von Nordwales. Dann wurde er wieder Kommandant von Castell y Bere, was er bis zu seinem Tod blieb. 
Vermutlich war Turberville der Vater von Thomas de Turberville, der 1295 als Spion hingerichtet wurde. Turbervilles Tochter Sybil heiratete Sir Grimbold Paunceforte, dessen Familie so in den Besitz von Crickhowell kam.